# Антвеяй
Антвеяй — село у Литві, Расейняйський район, територіально входить до староства Аріогала, знаходиться за 7 км від села Аріогала. 2001 року в Антвеяї проживала 21 людина.

## Принагідно
- Мапа із зазначенням місцезнаходження [Архівовано 5 березня 2016 у Wayback Machine.]

| Литва | Це незавершена стаття з географії Литви. Ви можете допомогти проєкту, виправивши або дописавши її. |